# She Will Be Loved
"She Will Be Loved" là một bài hát của ban nhạc người Mỹ Maroon 5 nằm trong album phòng thu đầu tay của họ, Songs About Jane (2002). Nó được phát hành như là đĩa đơn thứ ba trích từ album vào ngày 8 tháng 6 năm 2004 bởi Octone Records và J Records. Bài hát được đồng viết lời bởi thủ lĩnh kiêm giọng ca chính Adam Levine với tay guitar chính James Valentine của nhóm, trong khi phần sản xuất được đảm nhiệm bởi Matt Wallace. "She Will Be Loved" là một bản pop rock và soft rock ballad mang nội dung đề cập đến một người đàn ông yêu thầm người bạn thân của mình, nhưng anh phải chứng kiến cô phải trải qua những mối quan hệ tồi tệ với những người đàn ông khác, và anh mong muốn sẽ làm bất cứ điều gì để chứng minh tình cảm của mình cũng như để cô nhận ra sai lầm của bản thân trong quá khứ. Đây là một trong bốn tác phẩm được Wallace thực hiện cho Songs About Jane, bên cạnh "Harder To Breathe", "This Love" và "Sunday Morning".
Sau khi phát hành, "She Will Be Loved" nhận được những phản ứng tích cực từ các nhà phê bình âm nhạc, trong đó họ đánh giá cao giai điệu hấp dẫn, chất giọng của Levine cũng như quá trình sản xuất nó. Ngoài ra, bài hát còn gặt hái nhiều giải thưởng và đề cử tại những lễ trao giải lớn, bao gồm một đề cử giải Grammy cho Trình diễn song tấu hoặc nhóm nhạc giọng pop xuất sắc nhất tại lễ trao giải thường niên lần thứ 47. "She Will Be Loved" cũng tiếp nhận những thành công lớn về mặt thương mại, đứng đầu bảng xếp hạng ở Úc và lọt vào top 10 ở nhiều quốc gia trên thế giới, bao gồm vươn đến top 5 ở những thị trường lớn như Brazil, Ireland, Ý, Ba Lan và Vương quốc Anh. Tại Hoa Kỳ, nó đạt vị trí thứ năm trên bảng xếp hạng Billboard Hot 100, trở thành đĩa đơn thứ hai của Maroon 5 vươn đến top 5 tại đây. Tính đến nay, "She Will Be Loved" đã bán được hơn 6 triệu bản trên toàn cầu, trở thành một trong những đĩa đơn bán chạy nhất mọi thời đại.
Video ca nhạc cho "She Will Be Loved" được đạo diễn bởi Sophie Muller, trong đó tập trung khai thác câu chuyện của một người đàn ông (do Levine thủ vai) đang hẹn hò với con gái của một người đàn ông giàu có, người đã kết hôn với một người phụ nữ trẻ (do Kelly Preston thủ vai), nhưng cô lại bí mật ngoại tình với Levine. Để quảng bá bài hát, Maroon 5 đã trình diễn nó trên nhiều chương trình truyền hình và lễ trao giải lớn, bao gồm Today, The Tonight Show with Jay Leno, Top of the Pops, Total Request Live và giải thưởng Âm nhạc Thế giới năm 2004, cũng như trong nhiều chuyến lưu diễn của họ. Kể từ khi phát hành, "She Will Be Loved" đã được hát lại và sử dụng làm nhạc mẫu bởi nhiều nghệ sĩ, như Kate Ceberano, Ben Forster, Tiffany Alvord và Boyce Avenue, cũng như xuất hiện trong những tác phẩm điện ảnh và truyền hình, bao gồm House of Lies, The Last Song, Medium, One Tree Hill, Smallville, The Sopranos và What I Like About You.

## Danh sách bài hát
| Đĩa CD tại Úc 1. "She Will Be Loved" (radio chỉnh sửa) – 3:59 2. "This Love" (Kanye West phối lại) – 3:42 3. "Closer" (Nine Inch Nails hát lại) (bản acoustic trực tiếp) – 4:30 Đĩa CD tại châu Âu 1. "She Will Be Loved" (radio chỉnh sửa) – 3:59 2. "She Will Be Loved" (bản album) – 4:17 Đĩa CD tại Anh quốc #1 1. "She Will Be Loved" (radio chỉnh sửa) – 3:59 2. "She Will Be Loved" (bản acoustic trực tiếp) – 4:39 | Đĩa CD tại Anh quốc #2 1. "She Will Be Loved" (bản album) – 4:36 2. "This Love" (bản acoustic trực tiếp) – 4:36 3. "This Love" (Kanye West phối lại) – 3:42 4. "She Will Be Loved" (video ca nhạc) – 4:26 Đĩa 12" tại Hoa Kỳ 1. "She Will Be Loved" (radio chỉnh sửa) – 3:59 2. "Sunday Morning" (bản album) – 4:06 |

## Xếp hạng
| Bảng xếp hạng (2004-15)               | Vị trí cao nhất |
| ------------------------------------- | --------------- |
| Úc (ARIA)                             | 1               |
| Áo (Ö3 Austria Top 40)                | 27              |
| Bỉ (Ultratop 50 Flanders)             | 27              |
| Bỉ (Ultratip Wallonia)                | 1               |
| Brazil (ABPD)                         | 3               |
| Pháp (SNEP)                           | 23              |
| Đức (Official German Charts)          | 25              |
| Hungary (Rádiós Top 40)               | 9               |
| Ireland (IRMA)                        | 3               |
| Ý (FIMI)                              | 3               |
| Hà Lan (Dutch Top 40)                 | 6               |
| Hà Lan (Single Top 100)               | 25              |
| New Zealand (Recorded Music NZ)       | 18              |
| Ba Lan (Polish Singles Chart)         | 2               |
| Scotland (OCC)                        | 2               |
| Hàn Quốc (Gaon International Singles) | 46              |
| Thụy Sĩ (Schweizer Hitparade)         | 18              |
| Anh Quốc (OCC)                        | 4               |
| Hoa Kỳ Billboard Hot 100              | 5               |
| Hoa Kỳ Adult Contemporary (Billboard) | 4               |
| Hoa Kỳ Adult Pop Airplay (Billboard)  | 1               |
| Hoa Kỳ Pop Airplay (Billboard)        | 1               |

| Bảng xếp hạng (2004)                     | Vị trí |
| ---------------------------------------- | ------ |
| Australia (ARIA)                         | 13     |
| Italy (FIMI)                             | 35     |
| Netherlands (Dutch Top 40)               | 40     |
| UK Singles (Official Charts Company)     | 55     |
| US Billboard Hot 100                     | 35     |
| US Adult Top 40 (Billboard)              | 17     |
| US Pop Songs (Billboard)                 | 13     |
| Bảng xếp hạng (2005)                     | Vị trí |
| Hungary (Rádiós Top 40)                  | 94     |
| US Billboard Hot 100                     | 61     |
| US Adult Contemporary (Billboard)        | 5      |
| US Adult Top 40 (Billboard)              | 12     |
| Bảng xếp hạng (2015)                     | Vị trí |
| South Korea (Gaon International Singles) | 99     |

| Bảng xếp hạng (2000-09)     | Vị trí |
| --------------------------- | ------ |
| US Adult Top 40 (Billboard) | 20     |

| Bảng xếp hạng               | Vị trí |
| --------------------------- | ------ |
| US Adult Top 40 (Billboard) | 34     |

## Chứng nhận
| Quốc gia                                                                                              | Chứng nhận  | Số đơn vị/doanh số chứng nhận |
| --- | ----------- | ----------------------------- |
| Úc (ARIA)                                                                                             | Bạch kim    | 70.000^                       |
| Canada (Music Canada)                                                                                 | Bạch kim    | 80.000*                       |
| Ý (FIMI)                                                                                              | Bạch kim    | 50.000‡                       |
| Hàn Quốc (Gaon Chart)                                                                                 | —           | 115,626                       |
| Anh Quốc (BPI)                                                                                        | Bạch kim    | 600.000‡                      |
| Hoa Kỳ (RIAA)                                                                                         | 4× Bạch kim | 4.000.000‡                    |
| Streaming                                                                                             |             |                               |
| Đan Mạch (IFPI Đan Mạch)                                                                              | Vàng        | 900.000^                      |
| ^ Chứng nhận dựa theo doanh số nhập hàng. ‡ Chứng nhận dựa theo doanh số tiêu thụ và phát trực tuyến. |             |                               |